# José María Liceaga
José María Liceaga (Guanajuato, 26 de febrero de 1782 - Hacienda de la Gavia, Romita, Guanajuato, 27 de diciembre de 1817) fue un hacendado y militar mexicano que se unió a los insurgentes durante la Independencia de México.

## Semblanza biográfica
José María Liceaga fue un médico y militar mexicano que nació en 1780 en la ciudad de Guanajuato, José María Liceaga fue hijo de Manuel de Liceaga y de María Josefa Reyna.
Tras sus estudios de medicina, ingresó al ejército español, donde logró alcanzar el cargo de teniente general. En 1810 y ante el estallido de la guerra de independencia, se unió a Miguel Hidalgo. Tras el fusilamiento de éste, marchó a Michoacán, donde se unió a Ignacio López Rayón y posteriormente a José María Morelos.
Formó parte de la Suprema Junta Nacional Gubernativa y más tarde del congreso de Chilpancingo. Tras el fusilamiento de Morelos, marchó a Michoacán, donde murió en 1818. Su nombre fue grabado con letras de oro en el muro de honor de la Cámara de Diputados. padres fueron Manuel de Liceaga y María Josefa Reyna, nació en la hacienda de la Gavia, municipio de Romita, Guanajuato, la cual pertenecía a su familia. Ingresó al ejército realista, logrando alcanzar el cargo de teniente en el cuerpo de Dragones. 
- En 1810 al iniciar la guerra de Independencia de México, se unió a Miguel Hidalgo como capitán, posteriormente ascendió a teniente coronel.
- Participó en la batalla del Monte de las Cruces y en la batalla de Aculco. Después de la derrota de la batalla de Puente de Calderón marchó junto con Ignacio López Rayón hacia Zacatecas, lugar desde donde dirigieron un escrito a Félix María Calleja explicándole el motivo de la insurrección y haciendo patente su fidelidad a Fernando VII.

- Dos meses más tarde, participó en el ataque de De Valladolid (hoy Morelia se trasladó a Zitácuaro lugar en donde se formó la Suprema Junta Nacional Gubernativa de la cual fue vocal. Apoyado por

José María Cos
- Dirigió la insurgencia en la demarcación norte.
- Sufrió una fuerte derrota en su intento por tomar Celaya.
- Se instaló en la laguna de Yuriria. Debido a las fuertes desavenencias entre los miembros de la Junta, se unió a José Sixto Verduzco para perseguir a López Rayón a quien se le consideraba traidor, sin embargo fue hecho prisionero por este último en mayo de 1813. Tres meses más tarde se logró una reconciliación poco antes de iniciar el Congreso de Chilpancingo convocado por José María Morelos.
- Fue firmante del Acta Solemne de la Declaración de Independencia de la América Septentrional. En 1814, aún como miembro del Congreso, participó en la firma del Decreto Constitucional para la Libertad de la América Mexicana.
- Tras el fusilamiento de Morelos, marchó a Michoacán.
- En 1817, volvió a participar en acciones militares durante la expedición de Xavier Mina. Cuando este fue aprehendido, logró escapar. Se retiró de las acciones militares en la hacienda de La Laja, en las cercanías de Silao.
- A finales de 1817 fue asesinado[2][3] por el capitán Juan Ríos desertor de las tropas del comandante insurgente Miguel Borja, Juan Ríos había cometido varios desmanes en la Hacienda de la Gavia del municipio de Romita del político y militar José María Liceaga, por lo que decidió atacarlo por sorpresa encontrándolo solo, ya que sabía que Liceaga sería implacable al reclamarle haber saqueado la Hacienda de La Gavia la cual le pertenecía.[1] La noticia fue estremecedora para el resto de los insurgentes.